# Джентльмены (сериал)
«Джентльмены» (англ. The Gentlemen) — сериал в жанре комедийного боевика, спин-офф одноимённого фильма Гая Ричи 2019 года. Главные роли в нём исполнили Тео Джеймс, Кая Скоделарио, Дэниел Ингс. Премьера первого сезона состоялась 7 марта 2024 года на Netflix, сериал продлён на второй сезон.

## Сюжет
Капитан миротворческих сил ООН Эдди Хорниман возвращается в Англию, чтобы проститься с умирающим отцом, и после его смерти неожиданно, в обход своего старшего брата Фредди, наследует титул герцога Холстедского и роскошное родовое поместье. Выясняется, что наркомафия использовала покойного герцога как прикрытие для фермы по выращиванию конопли. Эдди решает заняться этим бизнесом, причём на собственных условиях.

## В ролях

### Основной состав
- Тео Джеймс — Эдвард «Эдди» Хорниман, 10-й герцог Холстедский, бывший офицер миротворческих сил ООН.
- Кая Скоделарио — Сьюзан «Сьюзи» Гласс, фактическая глава преступного синдиката Бобби Гласса, пока он находится в тюрьме.
- Дэниел Ингс — лорд Фредерик «Фредди» Хорниман, старший брат Эдди.
- Джоэли Ричардсон — леди Сабрина Хорниман, вдовствующая герцогиня Холстедская, мать Эдди, Фредди и Чарли.
- Джошуа Макгуайр[англ.][a] — Питер Спенсер-Форбс / Липкий Пит, мошенник.
- Винни Джонс — Джефф Сикомб, смотритель поместья Холстед, тайный биологический отец Чарли.
- Эдвард Фокс[a] — Арчибальд Хорниман, 9-й герцог Холстедский, пожилой отец братьев Хорниманов.
- Джанкарло Эспозито — Стэнли Джонстон, американский миллиардер, который хочет купить поместье Холстед.
- Рэй Уинстон — Роберт «Бобби» Гласс, отец Сьюзи, находящийся в заключении глава наркоимперии, используюший поместье Холстед для выращивания марихуаны.
- Фредди Фокс[a] — Макс Бассингтон, 9-й лорд Бассингтон, начинающий актёр.
- Кристофер Хивью[a] — Флориан де Гроот, бельгийский поставщик марихуаны из Англии в материковую Европу через Зебрюгге.
- Лоуренс О’Фуарен[a] — Дж. П. Уорд, глава семьи «скитальцев», который продаёт марихуану Сьюзи в Европе.

### Второстепенный состав
- Стефан Фише — мистер Лоуренс, дворецкий семьи Хорниман.
- Жасмин Блэкбороу[англ.] — Шарлотта «Чарли» Хорниман, младшая сестра Эдди и Фредди, студентка.
- Шанель Крессвелл —Тамасина «Тэмми» Хорниман, жена Фредди.
- Пирс Куигли[англ.] — Джон «Евангелист» Диксон, глава ливерпульского преступного клана.
- Джон МакГреллис — Эррол, заместитель главы ливерпульского преступного клана.
- Майкл Ву — Джеймс «Джимми» Чанг, управляющий марихуановой плантацией в поместье Холстед.
- Харри Гудвинс — Джек Гласс, брат Сьюзи, профессиональный боксёр.
- Алексис Родни[англ.] — Эмори Стивенс, помощник Стэнли Джонстона.
- Мейсон Антонио Фардоу — Кит, телохранитель Сьюзи.
- Логан Дин — Лоскут, телохранитель Сьюзи.
- Гайя Вайс — принцесса Розанна, графиня Турнейская, 11-я в очереди на бельгийский престол, подруга Эдди.
- Руби Сир — Габриела, девушка, которая знакомится с Джимми в придорожном кафе.
- Макс Бизли — Генри Коллинз, промоутер бокса.

### Приглашённые актёры
- Ранджит Кришнамма — Ахмед Икбал, адвокат семьи Холстедов.
- Питер Серафинович — Томми Диксон, брат Евангелиста, высокопоставленный член ливерпульского преступного клана.
- Джош Финан — Джетро, бухгалтер ливерпульского преступного клана.
- Дар Салим — Феликс, «чистильщик», работающий на Сьюзи.
- Кэмерон Кук — Тониблер / Тони Блэр, главарь банды косовских албанцев.
- Марта Миллан — Мерси Морено, филиппинский дилер люксовых спортивных автомобилей, которая использует этот бизнес в качестве прикрытия для перевозки колумбийского кокаина.
- Джон Томсон — Фрэнк, журналист, шантажирующий Бассингтонов.
- Лия Макнамара — Келли Энн Уорд, дочь Джей-Пи Уорда.
- Гуз Хан — Чаки Кубра, опытный отмыватель денег, работающий на Сьюзи.
- Гэри Бидл — Толстый Рик, бывший бухгалтер, который работает с Генри и «отмывает» деньги, делая ставки на боксёрские матчи.
- Найджел Хаверс[англ.] — лорд Уайткрофт.

## Список эпизодов
Сезон 1 (2024)
| № в сезоне | Название                                                          | Режиссёр      | Автор сценария                                 | Дата премьеры |
| --- | ----------------------------------------------------------------- | ------------- | ---------------------------------------------- | ------------- |
| 1 | «Изысканная агрессия» «Refined Aggression»                        | Гай Ричи      | Гай Ричи и Мэттью Рид                          | 7 марта 2024  |
| Эдди Хорнимана, офицера миротворческих сил ООН, служащего на турецко-сирийской границе, вызывают домой в Англию к умирающему отцу, герцогу Холстеду. После объявления завещания Эдди неожиданно наследует титул герцога и родовое поместье вместо своего беспутного старшего брата Фредди. Приняв дела, Эдди узнаёт, что Фредди задолжал 8 миллионов фунтов Томми Диксону, жестокому ливерпульскому наркоторговцу. Эдди намеревается продать поместье американскому инвестору Стэнли Джонстону, чтобы на вырученные деньги спасти жизнь Фредди. Однако он меняет планы после знакомства со Сьюзи Гласс, сообщившей ему о существовании под поместьем большой фермы по выращиванию конопли, созданной на основе финансовой договоренности между их отцами. Сьюзи соглашается помочь уладить дела с долгом, сократив его вдвое в обмен на немедленную выплату наличными и участие Фредди в съёмках унизительного видео. Эдди собирает 4 миллиона фунтов стерлингов, продав коллекцию вин Джонстону, и с помощью Сьюзи возвращает крупную ставку, сделанную Фредди у мошенника-букмекера Липкого Пита. Томми приезжает в поместье, чтобы забрать деньги и снять видео. Он методично унижает и провоцирует издёрганного и напичканного кокаином Фредди, и тот убивает его выстрелом из дробовика. |                                                                   |               |                                                |               |
| 2 | «Проблема с Томми» «Tackle Tommy Woo Woo»                         | Гай Ричи      | Гай Ричи и Мэттью Рид                          | 7 марта 2024  |
| После убийства Томми его подручный Джетро пытается бежать, но его ловят. Сьюзи нанимает Феликса, «чистильщика» мест преступления, чтобы тот избавился от трупа Томми и убил Джетро. Однако Эдди, чтобы спасти жизнь Джетро, придумывает другой план: обвинить Джетро в убийстве Томми и помочь ему бежать из страны. На следующий день Джон «Евангелист» Диксон, брат Томми и глава ливерпульского кокаинового синдиката, приезжает в поместье в поисках пропавшего. Эдди рассказывает, что Томми поссорился с Джетро. Он отправляется в квартиру Джетро, чтобы забрать его паспорт, там убивает одного из людей Диксона, но при этом получает пулевое ранение. Позже Эдди посещает вечер, организованный Джонстоном, который, как выясняет Сьюзи, является крупным торговцем метамфетамином. Джонстон предлагает Сьюзи партнёрство. Эдди добивается встречи с Бобби Глассом, отцом Сьюзи, который благодаря своему богатству и влиянию содержится в роскошной тюрьме открытого типа. Он предлагает Бобби до конца года покинуть его земли, а взамен гарантирует увеличение дохода. Джетро организуют побег из страны, но Сьюзи приказывает убить его, оставив Эдди в неведении. |                                                                   |               |                                                |               |
| 3 | «Где моя травка?» «Where's My Weed At?»                           | Нима Нуризаде | Халима Мирза и Мэттью Рид                      | 7 марта 2024  |
| Джимми, управляющий плантацией конопли, теряет партию груза, когда в придорожном кафе его обманывает таинственная женщина по имени Габриэла. Так как поставка задерживается, Сьюзи соглашается оказать услугу недовольному заказчику — «Тони Блэру», главарю банды косовских албанцев. Ему нужен Lamborghini Huracán, и угнать машину поручают Эдди. Когда тот ночью проникает в ангар, он обнаруживает члена банды Блэра, удерживаемого в заложниках. Тот рассказывает, что в Lamborghini спрятана партия кокаина, так как его владелица Мерси — наркодилер, работающая с поставщиками из Колумбии. Блэр обманул Эдди и Сьюзи, заказав угон машины ради получения кокаина. Банда Мерси берёт Фредди в заложники, но Эдди обменивает его на наркотики и пленённого Блэра. Мерси жестоко убивает Блэра и отпускает Фредди. Сьюзи впечатлена хладнокровием Эдди, а мать Эдди, леди Сабрина, беспокоится о растущем влиянии преступного мира на семью Хорниманов. Сьюзи и её команде не удаётся найти украденный груз марихуаны, но Габриела снова выходит на связь с Джимми, чтобы продолжить аферу. |                                                                   |               |                                                |               |
| 4 | «Неприятный джентльмен» «An Unsympathetic Gentleman»              | Нима Нуризаде | Мэттью Рид и Билли Мейсон Вуд и Тео Мейсон Вуд | 7 марта 2024  |
| Под давлением Сьюзи Эдди обращается к Максу, новоиспечённому лорду Бассингтону, с предложением построить под его поместьем ферму по выращиванию конопли. Макс принимает предложение, но требует, чтобы Эдди помог разобраться с шантажистом, журналистом Фрэнком. Эдди и Сьюзи выслеживают Фрэнка и доставляют его на встречу с Максом. Выясняется, что Макс — тайный нацист и поклонник Адольфа Гитлера. Встреча переходит в перестрелку, Макс и Фрэнк получают ранения. Сьюзи с помощью своих людей запугивает побеждённого Макса, заставляя его подписать сделку с землей. Стремясь помочь сыну, леди Сабрина просит садовника Джеффа познакомить её с владельцем ещё одного пместья, на котором можно разместить конопляную плантацию — местным фермером- овцеводом. Сьюзи соглашается рассмотреть ещё и эту возможность. Тем временем Джимми, влюбленный в Габриэлу и не догадывающийся о её участии в похищении марихуаны, показывает ей ферму и рассказывает ключевые детали о сети распространения. |                                                                   |               |                                                |               |
| 5 | «У меня сотни родственников» «I've Hundreds of Cousins»           | Эрен Криви    | Стюарт Кэролэн                                 | 7 марта 2024  |
| Несмотря на получение двух новых ферм по выращиванию конопли, Бобби говорит Сьюзи, что не намерен позволить Эдди выйти из бизнеса. Сьюзи прибегает к помощи Эдди, когда бельгиец Флориан де Гроот, через порт Зебрюгге поставляющий марихуану Гласса в континентальную Европу, настаивает на увеличении платы за свои услуги. Одновременно с этим семья Уорд, группа «скитальцев», крадёт с фермы два генератора. Эдди и Сьюзи навещают их лидера Джей-Пи Уорда, тот рассказывает, что знает о торговле марихуаной и хочет в долю. Эдди предлагает использовать Уордов для перевозки товара через границы, отстранив де Гроота. Сьюзи даёт добро, и новая схема начинает работать. Однако с фермы похищают 4 миллиона фунтов стерлингов, и подозрение падает на Уордов. Эдди решает, что де Гроот организовал кражу, чтобы подставить Уордов и вернуть себе заработок. Эдди и Сьюзи под угрозой смерти заставляют де Гроота признаться, что его сообщником был телохранитель Сьюзи Кит. Перед смертью Кит рассказывает об убийстве Джетро, подрывая веру Эдди в искренность Сьюзи. Леди Сабрина и Джефф вспоминают о своем былом романе и о том, что Джефф является биологическим отцом Шарлотты, сестры Эдди и Фредди.                                                                       |                                                                   |               |                                                |               |
| 6 | «Всякие неожиданности» «All Eventualities»                        | Эрен Криви    | Стюарт Кэролэн                                 | 7 марта 2024  |
| Эдди заявляет Сьюзи, что уже перешагнул финансовый порог, после которого выходит из игры. В ответ Сьюзи говорит, что деньги не являются прибылью, пока они не отмыты, а на это потребуется три месяца. Возникает ещё одно осложнение, когда Чаки Кубра, отмыватель денег Сьюзи, обнаруживает, что её брат Джек занимается сексом с его девушкой. На боксёрской вечеринке Эдди знакомится с Генри Коллинзом, бывшим офицером армии и промоутером Джека, который предлагает свою помощь в отмывании денег. Он возвращается к Чаки, но его возмущает тот факт, что Сьюзи велела Чаки специально затянуть легализацию. Эдди отвозит деньги Генри, происходит ссора, и Сьюзи даёт понять, что Хорниманами никогда не позволят выйти из наркобизнеса. В поисках выхода Эдди встречается с Джонстоном. Тем временем Фредди пытается всучить Сьюзи идею о выращивании «кокаиновой марихуаны» и даёт понять, что в случае убийства Эдди он унаследует поместье и продолжит дело. Сьюзи отвергает его предложение. Во время поединка Джека с узбеским бойцом Генри говорит Сьюзи, что намерен захватить наркоимперию Гласса либо мирным путём, либо в ходе войны. Сьюзи отказывается с ним сотрудничать, и тогда по приказу Генри узбек нокаутирует Джека.                                              |                                                                   |               |                                                |               |
| 7 | «Перед лицом опасности» «Not Without Danger»                      | Дэвид Кэффри  | Джон Джексон                                   | 7 марта 2024  |
| Пока Джек лежит в больнице в коме, Сьюзи винит во всём Эдди. Тот узнаёт, что Джонстону нужны имена ещё 12 землевладельцев, в поместьях которых находятся фермы Гласса. Эдди и Фредди узнают их у лорда «Тибси» Уайткрофта. Фредди признаётся, что попросил Сьюзи убить Эдди, чтобы занять его место. Сьюзи давит на Габриэлу, та рассказывает, что работает на Джонстона и что именно он стоит за кражей фургона с марихуаной, прекращением поставок де Грота, предательством Кита и боксёрским поединком Коллинза — все эти шаги были предприняты для ослабления империи Гласса. Эдди передает имена 12 землевладельцев Стивенсу, главному помощнику Джонстона, но затем навещает в тюрьме Бобби, намекая на наличие у него альтернативного плана. В больнице Сьюзи устраивает засаду на Коллинза и тяжело ранит его, он рассказывает о тайных встречах Эдди с Джонстоном. Тогда Сьюзи звонит Джону Диксону и раскрывает правду об убийстве его брата Томми. Беременная Шарлотта возвращается из университета, удивив семью и Джеффа. Беспокоясь за её безопасность в поместье, Джефф рассказывает ей о наркобизнесе. |                                                                   |               |                                                |               |
| 8 | «Евангелие от Бобби Гласса» «The Gospel According to Bobby Glass» | Дэвид Кэффри  | Мэттью Рид                                     | 7 марта 2024  |
| Когда Джек выходит из комы, Сьюзи узнаёт, что Эдди не предатель, так как он передал Джонстону список с вымышленными именами владельцев конопляных ферм. Сьюзи посылает подкрепление, чтобы помочь Хорниманам защитить поместье, но Бобби заключает сделку с Диксоном. Фредди и Эдди мирятся, Джефф рассказывает Шарлотте, что она его дочь. Бобби сообщает Сьюзи и Эдди, что полностью отходит от дел, и поручает им разбираться с заявками на покупку его наркоимперии от Джонстона, колумбийцев через Мерси и русских через Липкого Пита. Эдди решает принять участие в торгах и собирает консорциум, в который входят Тибси, остальные 12 лордов, Коллинз и Сьюзи. После подачи всех заявок Эдди подставляет Джонстона, которого арестовывают из-за налоговых махинаций, убивает Липкого Пита и Мерси, а затем устраняет и Коллинза. Бобби рассказывает, что его уход на покой был уловкой, чтобы проверить, насколько Эдди и Сьюзи в перспективе подходят для наследования империи. Джонстон присоединяется к Бобби в роскошной тюрьме под открытым небом в качестве ещё одного «джентльмена». |                                                                   |               |                                                |               |

## Создание и оценки
О проекте впервые стало известно в октябре 2020 года. В ноябре 2022 года Netflix официально одобрил съёмки сериала. Тогда же главную роль получил Тео Джеймс. Гай Ричи занялся продюсированием шоу совместно с Айваном Эткинсоном, Марном Дэвисом и Биллом Блоком. Кроме того, он стал соавтором сценария первой серии и срежиссировал два эпизода.
Премьера сериала состоялась 7 марта 2024 года на Netflix. В августе того же года шоу было продлено на второй сезон. Известно, что в нём будет восемь серий. Съёмки начнутся в 2025 году, главные роли снова сыграют Тео Джеймс и Кая Скоделарио.
Первый сезон «Джентльменов» получил на сайте-агрегаторе отзывов Rotten Tomatoes рейтинг 75 % при средней оценке 7 из 10. Анита Сингх из The Telegraph и Люси Манган из The Guardian оценили его на три звезды из пяти, причём Манган охарактеризовала сериал как «множество глупых историй, перемешанных и забрызганных кровью ради вашего развлечения». Для Татьяны Алёшичевой («Коммерсантъ») «Джентльмены» — «образцовый Гай Ричи», «отменное развлечение и плевок в спину „доброй старой Англии“». По мнению этой рецензентки, Ричи «создал собственный визионерский проект, где из картин криминального дна начисто выхолощен пафос бандитской саги вроде „Крёстного отца“. Вместо драмы и героических типажей, преследуемых роком, тут царит комедия и действуют клоуны, гонимые собственным идиотизмом». Елена Зархина («Форбс») упоминает в своей рецензии «блестящий актёрский состав» и наличие множества отсылок к другим произведениям массовой культуры.
Сезон был номинирован на премии «Золотой глобус» и «Эмми», получил ряд других наград и номинаций.

## Комментарии
1. 1 2 3 4 5  Появляется только в одной или двух сериях, хотя указан в основном составе сериала